# Мокчема
Мокчема — река в России, течёт по территории Лешуконского района Архангельской области. Правый приток реки Вашка.
Длина реки составляет 10 км.
Исток Мокчемы находится в болоте Каращельская Рада. Течёт по лесной болотистой местности. Генеральным направлением течения является северо-запад. Впадает в Вашку у южной окраины деревни Каращелье Лешуконского сельского поселения, на высоте 25 м над уровнем моря.

## Данные водного реестра
По данным государственного водного реестра России относится к Двинско-Печорскому бассейновому округу, водохозяйственный участок реки — Мезень от истока до водомерного поста у деревни Малонисогорская. Речной бассейн реки — Мезень.
Код объекта в государственном водном реестре — 03030000112103000048532.